# Prismatomeris
Prismatomeris là một chi thực vật có hoa trong họ Thiến thảo (Rubiaceae).

## Loài
Chi Prismatomeris gồm các loài: